# Otto Laszig
Otto Laszig (Gelsenkirchen, 28 de diciembre de 1934 - 10 de octubre de 2014) fue un entrenador y futbolista alemán que jugaba en la demarcación de defensa.

## Biografía
Debutó como futbolista en 1952 con el FC Schalke 04. Con el club ganó la Bundesliga en la temporada 1957/1958. Tras ello, se clasificó para jugar la Copa de Campeones de Europa 1958-59, jugando contra el Kjøbenhavns Boldklub y el Club Atlético de Madrid. Tras dejar el club en 1961, jugó por una temporada en el SW Essen, antes de ser traspasado al Hannover 96 en 1962. Quedó con el club en quinta posición en la 1. Bundesliga 1964/65, lo que le dio lugar para jugar la Copa de Ferias 1965-66, jugando en dos partidos, contra el FC Porto y el FC Barcelona. Finalmente se retiró como futbolista en 1969. El mismo año que colgó las botas, se convirtió en el entrenador del SpVgg Bad Pyrmont. También entrenó al VfR Osterode 08, VfB Peine y al Preußen Hameln.
Falleció el 10 de octubre de 2014 a los 79 años de edad.

## Clubes

### Como futbolista
| Club          | País                | Año         | Partidos | Goles |
| ------------- | ------------------- | ----------- | -------- | ----- |
| FC Schalke 04 | Alemania Occidental | 1952 - 1961 | 15       | 5     |
| SW Essen      | Alemania Occidental | 1961 - 1962 | ¿?       | ¿?    |
| Hannover 96   | Alemania Occidental | 1962 - 1969 | 130      | 4     |

### Como entrenador
| Club              | País                | Año         |
| ----------------- | ------------------- | ----------- |
| SpVgg Bad Pyrmont | Alemania Occidental | 1969 - 1972 |
| VfR Osterode 08   | Alemania Occidental | 1976 - 1977 |
| VfB Peine         | Alemania Occidental | 1978 - 1979 |
| Preußen Hameln    | Alemania Occidental | 1980        |

## Palmarés

### Campeonatos nacionales
| Título     | Club          | País     | Año  |
| ---------- | ------------- | -------- | ---- |
| Bundesliga | FC Schalke 04 | Alemania | 1958 |